# Catasticta susiana
Espèce
Catasticta susiana est une espèce d'insecte lépidoptère de la famille des Pieridae, de la sous-famille des Pierinae et du genre Catasticta.

## Dénomination
L'espèce a été décrite par l'entomologiste allemand Carl Heinrich Hopffer en 1874 sous le nom d'Euterpe susiana,. Le nom complet du fait de l'existence d'un sous-genre est : Catasticta (Catasticta) susiana.

## Taxinomie
L'espèce sert de chef de file à un groupe qui porte son nom.
Il existe 8 sous-espèces :
- Catasticta (Catastica) susiana susiana

Synonymie pour cette sous-espèce 
Catasticta plesseni (Röber, 1908)
- Catasticta susiana tamboensis(Joicey & Talbot, 1918)[4]

Synonymie pour cette sous-espèce 
Catasticta flisa tamboensis (Joicey & Talbot, 1918)
- Catasticta susiana amba (Brown, Gabriel & Goodson, 1940)[6]

Synonymie pour cette sous-espèce 
Catasticta loja (Reissinger, 1972)
- Catasticta susiana igneata (Reissinger, 1972)[8]

Synonymie pour cette sous-espèce 
Catasticta igneata (Reissinger, 1972)
- Catasticta susiana acomayo (Reissinger, 1972)[9]

Synonymie pour cette sous-espèce 
Catasticta acomayo (Reissinger, 1972)
- Catasticta susiana roeberi (Reissinger, 1972)[9]

Synonymie pour cette sous-espèce 
Catasticta roeberi (Reissinger, 1972)
Catasticta sinapina subflava 
- Catasticta susiana sebundoia (Eitschberger & Racheli, 1998)[12]

Synonymie pour cette sous-espèce 
Catasticta susiana sebundoida
- Catasticta susiana galbinea (Eitschberger & Racheli, 1998)[14]

## Description
C'est un papillon d'une envergure de 35 mm à 50 mm de couleur blanche, beige ou jaune au dessus largement bordé de marron foncé, à base et bord costal des ailes antérieures du même marron foncé.
Le revers est à damiers blancs ou jaunes séparés par des veines et des damiers marron foncé.

## Écologie et distribution
Catasticta susiana est présent en Équateur et au Pérou.

## Biotope
Il réside sur le versant est des Andes entre 1 600 et 3 000 mètres.

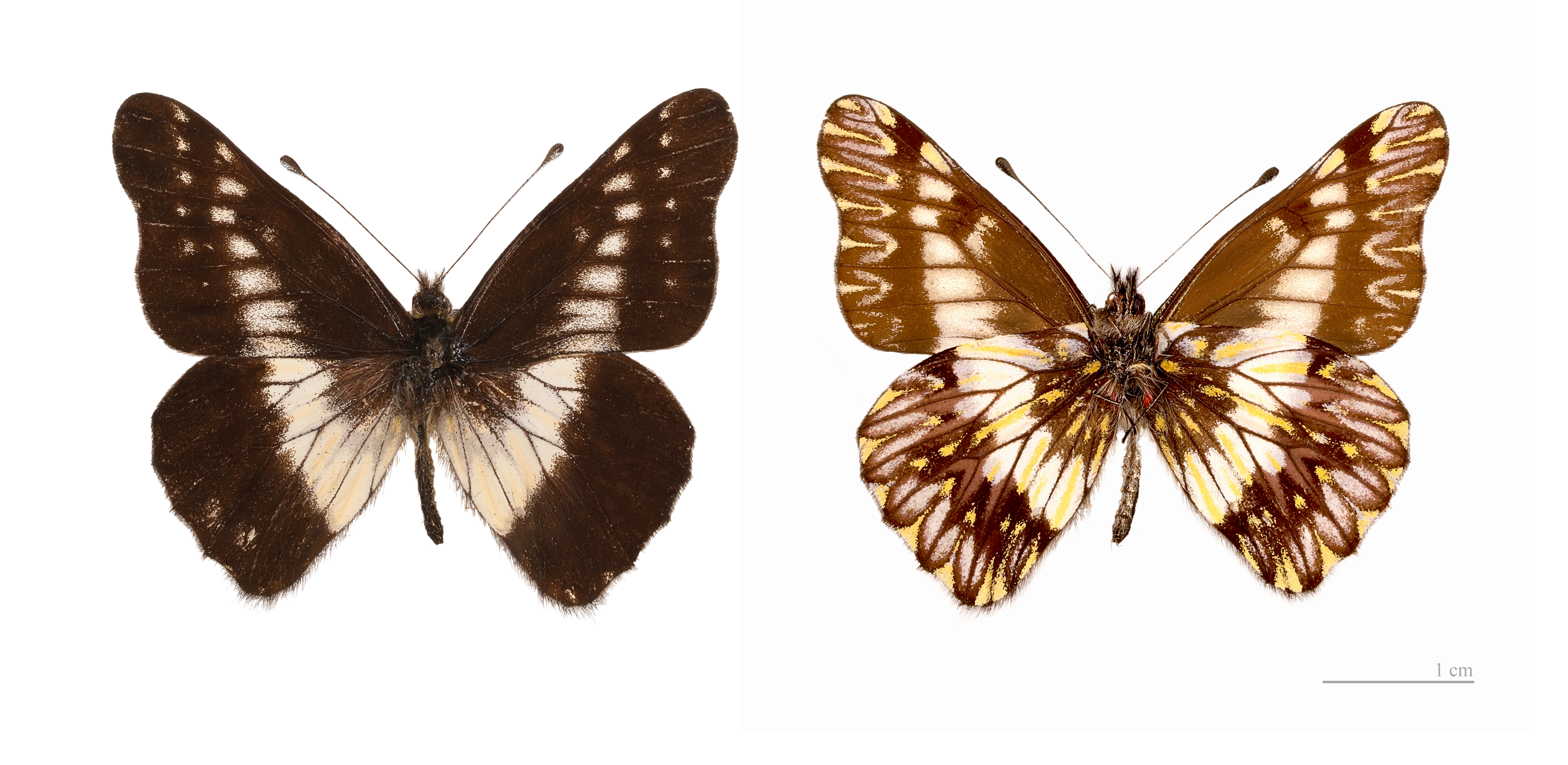
"Catasticta susiana tamboensis"

### Protection
Pas de statut de protection particulier.

### Articles liés
- Lépidoptères
- Catasticta